# Gazçy Gazojak
Gazçy Gazojak (turkm. «Gazçy» futbol kluby, Gazojak) – turkmeński klub piłkarski, mający siedzibę w mieście Gazojak na północy kraju.
W latach 2003–2005 występował w Ýokary Liga.

## Historia
Chronologia nazw:
- 2003: Gazçy Gazojak (ros. «Газчи» Газаджак)

Piłkarski klub Gazçy Gazojak został założony w miejscowości Gazojak w 2003 roku. W 2003 debiutował w rozgrywkach Wyższej Ligi Turkmenistanu. Zespół zajął 7. miejsce. W następnym sezonie był ostatnim w klasyfikacji, ale pozostał w najwyższej klasie rozgrywek. W 2005 zdobył wicemistrzostwo kraju, ale w następnym sezonie nie przystąpił do rozgrywek. Potem klub występował w Pierwszej Lidze.

## Sukcesy

### Trofea międzynarodowe
Nie uczestniczył w rozgrywkach azjatyckich (stan na 31-12-2015).

### Trofea krajowe
Turkmenistan
| \| \| Zdobyte trofea w rozgrywkach Turkmenistanu (stan na: 31-12-2015) \| |                                                                  |      |          |
| Rozgrywki                                                                 | Osiągnięcie                                                      | Razy | Sezon(y) |
| Mistrzostwo                                                               | I miejsce                                                        | 0    |          |
| Mistrzostwo                                                               | II miejsce                                                       | 1    | 2005     |
| Mistrzostwo                                                               | III miejsce                                                      | 0    |          |
| Puchar                                                                    | zdobywca                                                         | 0    |          |
| Puchar                                                                    | finalista                                                        | 0    |          |
| Puchar                                                                    | półfinalista                                                     | 1    | 2004     |
| II liga                                                                   | I miejsce                                                        | ?    | ?        |
| II liga                                                                   | II miejsce                                                       | ?    | ?        |
| II liga                                                                   | III miejsce                                                      | ?    | ?        |
| Turkmenistan                                                              | Zdobyte trofea w rozgrywkach Turkmenistanu (stan na: 31-12-2015) |      |          |

## Stadion
Klub rozgrywa swoje mecze domowe na stadionie Sport toplumy w Gazojaku, który może pomieścić 1 000 widzów.

## Piłkarze
Znani piłkarze:
- Arsen Bagdasarýan
- Gahrymanberdi Çoňkaýew
- Bahtiýar Hojaahmedow
- Azat Muhadow
- Dayançgylyç Urazow

## Trenerzy
...